# Psychopathia sexualis (fumetto)
Psychopathia sexualis è un libro a fumetti scritto e disegnato dal Miguel Ángel Martín nel 1995; il titolo riprende quello omonimo di un volume dello psichiatra Richard Freiherr von Krafft-Ebing, uno dei primi testi sulle patologie sessuali. I vari racconti che compongono il volume sono incentrati su fatti di cronaca riguardanti patologie sessuali ispirati anche a veri casi di cronaca, illustrati con dovizia di particolari. Il volume è un'antologia di brevi racconti che illustrano pratiche sessuali perverse e violente, deviazioni sessuali, pedofilia, la vita di alcuni serial killer realmente esistiti come John Wayne Gacy e Edward Gein.
In Spagna l'esposizione delle tavole originali ottenne il patrocinio del Ministero della Cultura Spagnolo, della Catalogna, del Comune di Barcellona e del quotidiano El Pais. In Italia, nel 1996, l'opera tradotta dalla Topolin Edizioni fu invece posta sotto sequestro dalla magistratura e l'editore Jorge Vacca fu processato con l’accusa di istigazione alla pedofilia; nel 2001 fu assolto "perché il fatto non sussiste" e il materiale venne dissequestrato. Il Pubblico Ministero del processo definì il volume “osceno e raccapricciante, in quanto in essa la violenza (omicidi, squartamenti, suicidi), rappresentata nelle forme più impressionanti e raccapriccianti, viene esaltata come mezzo per soddisfare le più abnormi perversioni sessuali”.
In Spagna il volume ebbe buoni riscontri e l'autore vinse il premio come autore rivelazione del Salone Internazionale del Fumetto di Barcellona anche se non mancarono polemiche. In Inghilterra e negli Stati Uniti nessuno volle pubblicarlo ma Martin riuscì a venderlo via posta sia negli USA che in Giappone. In Italia venne ripubblicato solo nel 2016 da NPE nel volume Total OverFuck.